# Шесть могил на пути в Мюнхен
Шесть могил на пути в Мюнхен (англ. Six Graves to Munich) — роман американского писателя Марио Пьюзо, изданный в 1967 году. Автор издал роман под псевдонимом Марио Клери (англ. Mario Cleri).

## Сюжет
Спустя десять лет после окончания Второй мировой войны Майкл Роган объявляет личную охоту за офицерами гестапо немецкой, венгерской и итальянской национальности. Эти семеро нацистов повинны в смерти беременной жены главного героя и в жестоких пытках над ним самим в июне 1944 года.
Майкл, офицер американской разведки, был направлен во Францию в тыл армии нацистов, где возглавил группу движения Сопротивления. Здесь он влюбляется в дочку своего гостеприимного хозяина и женится на ней. Ослеплённый счастьем, разведчик теряет бдительность. В результате вся его разведгруппа, включая беременную жену, оказываются схвачены гестапо. Члены разведгруппы, не выдержав пыток, указали на него как на лидера. Пытаясь добиться от него нужной информации, гестаповцы подвергают его супругу жесточайшим пыткам. Разведчик сдаётся, после чего узнаёт, что его жена мертва. Нацисты добивают его выстрелом в голову и оставляют умирать, но ему чудом удаётся выжить.
Узнав, что убийцы ушли от правосудия и в течение десятилетия после войны добились хорошего положения в обществе, Майкл решает мстить. Карл Пфанн, самый жестокий его мучитель, стал респектабельным бизнесменом в Гамбурге. Альберт Мольтке, пытавший разведчика психологически, стал политиком в Австрии. Эрик и Ханс Фрайзлинги, братья-нацисты, работают в гараже и являются советскими секретными агентами в Западном Берлине. Генко Бари стал влиятельным боссом мафии и живёт на Сицилии. Вента Пайерски стал коммунистом и является партийным руководителем в Будапеште. Клаус фон Остин, нацистский офицер, стал главным судьёй в суде Мюнхена.
Майкл возвращается в Германию под видом миллионера. Его не оставляют личные кошмары. В осуществлении возмездия ему помогает девушка Розали, которая влюбляется в него. Розали страдала от шизофрении, потеряв семью во время войны и будучи неоднократно изнасилованной солдатами. Она сбежала из психиатрической больницы, где проходила лечение. Майкл находит её в районе красных фонарей Гамбурга.
Главный герой тщательно планирует акты возмездия и не щадит своих жертв, получая удовольствие от того, что умирающие нацисты не знают, кто убивает их.
В романе также действуют агенты ЦРУ, коррумпированные венгерские полицейские, молодая жена мафиози.